# Мазуренко Єлизавета Петрівна
Єлизавета Мазуренко, у шлюбах Боголюбова, Сергієнко (1 листопада 1884, с. Криворожжя Міллерівського повіту Донської області, нині Ростовська область, Російська Федерація — 18 січня 1935, Київ) — активна діячка Катеринославської «Просвіти», сестра Марії Хрінникової (Мазуренко), дружина просвітянина Олександра Сергієнка, мати поетеси і художниці Галі Мазуренко (1901–2000). Жертва російського окупаційного терору.

## Життєпис

Єлизавета Мазуренко, Степан Гончаров та їхня родинна комуна. Київ, 1920-ті рр.

Батько Петро Мазуренко, адвокат-поміщик, мав 300 десятин землі, садибу і хутір з водяним млином на річці Калитві, овець і коней. У 1899 закінчила гімназію у Воронежі і поїхала до Петербурга навчатися на курсах П. Лесгафта. 
У 1900 одружилася з Сергієм Боголюбовим, нащадком графів Татищевих. Після закінчення курсів у 1901 виїхала з чоловіком до Швейцарії, де навчалася в Лозаннському університеті, здобуваючи медичну освіту. Боголюбови мешкали в маєтку «Карасі» під Тулою. Не закінчивши курс навчання у Лозанні, Єлизавета Мазуренко повернулася до Російської імперії у свій маєток. У 1901 народила доньку Галину Боголюбову, відому в літературі як Галя Мазуренко.
До 1903 Єлизавета навчалася в Петербурзі на курсах Петра Лесгафта. В 1903 знов виїхала до Швейцарії, де продовжила навчання в медичних клініках Женеви (до 1906).
За цей час розлучилася з Боголюбовим, а в 1910 одружилася з інженером і просвітянином Олександром Сергієнком, з яким прожила до 1923. Мали сина Левка Сергієнка. Він жив і працював науковим співробітником у Петербурзі, де і помер у 1990. Залишив доньку Лізу, яка має дорослого сина Олександра.
Сергієнки виховали і дали добру освіту дочці від першого шлюбу Єлизавети — Галі Мазуренко, яка стала відомою письменницею і художницею, померла й похована в 2000 на Гайґейтському цвинтарі в Лондоні. Галя Мазуренко присвятила матері чимало творів.

### Переїзд до Катеринослава і участь в місцевій «Просвіті»
Близько 1910 Єлизавета Мазуренко переїхала до Катеринослава і допомагала сестрі у просвітницьких заходах, зокрема, разом з чоловіком брала активну участь в упорядженні одного з найвдаліших заходів Січеславської «Просвіти» — концерту-балу 21 листопада 1911 в Англійському клубі. З Катеринослава з чоловіком переїхала до Олександрівська (нині — Запоріжжя). У 1923 розлучилася.
У 1924 Мазуренко одружилася зі Степаном Гончаровим (1892/93 — 1968). Разом з ним удочерила і виховувала свою онуку Марину (нар. 1924), яку привезла з Праги, де тоді жила Галя Мазуренко. За спогадами племінника Тараса Степнова, Мазуренко створила в Києві цілу «комуну», де виховувалася маса дітей, приміром, дочка брата Віктора — Галинка, Марійка Скрипник та інші. Ця свідома українська молодь стане в 1930 на процесі «СВУ» як члени СУМ (Спілки української молоді) — див. книгу Гелія Снєгірьова «Набої для розстрілу». У Києві Мазуренко мешкала по вул. Короленка, 18, кв. 2-а.

### Арешт і смерть
Єлизавета Мазуренко заарештована 5 січня 1935, звинувачувалася у проведенні контрреволюційно-націоналістичної діяльності серед молоді, об'єднаної в СУМ за статтею 54-10-8. 14 січня 1935 у відповідності з актом медкомісії Мазуренко направлена в психіатричну лікарню ім. Шевченка з діагнозом «реактивний психоз у стані гострого збудження», де й померла 18 січня 1935 від паралічу серця (за спогадами онуки Марини, бабуся на серце не скаржилася). Місце поховання невідоме. Реабілітована.